# Отар-Дубровское сельское поселение
Отар-Дубровское се́льское поселе́ние (тат. Татар Казысы авыл җирлеге) — муниципальное образование в Пестречинском районе Республики Татарстан.
Административный центр — село Отар-Дубровка.

## История
Статус и границы сельского поселения установлены Законом Республики Татарстан от 31 января 2005 г. № 33-ЗРТ «Об установлении границ территорий и статусе муниципального образования „Пестречинский муниципальный район“ и муниципальных образований в его составе».

## Население
| 2010 | 2011 | 2012 | 2013 | 2014 | 2015 | 2016 |
| ---- | ---- | ---- | ---- | ---- | ---- | ---- |
| 504  | →504 | ↘486 | ↘478 | ↗479 | ↗482 | ↘479 |
| 2017 | 2018 |      |      |      |      |      |
| ↘476 | ↘473 |      |      |      |      |      |

## Состав сельского поселения
| № | Населённый пункт | Тип населённого пункта       | Население |
| - | ---------------- | ---------------------------- | --------- |
| 1 | Казыли           | село                         |           |
| 2 | Отар-Дубровка    | село, административный центр |           |